# PKP řada TKt3

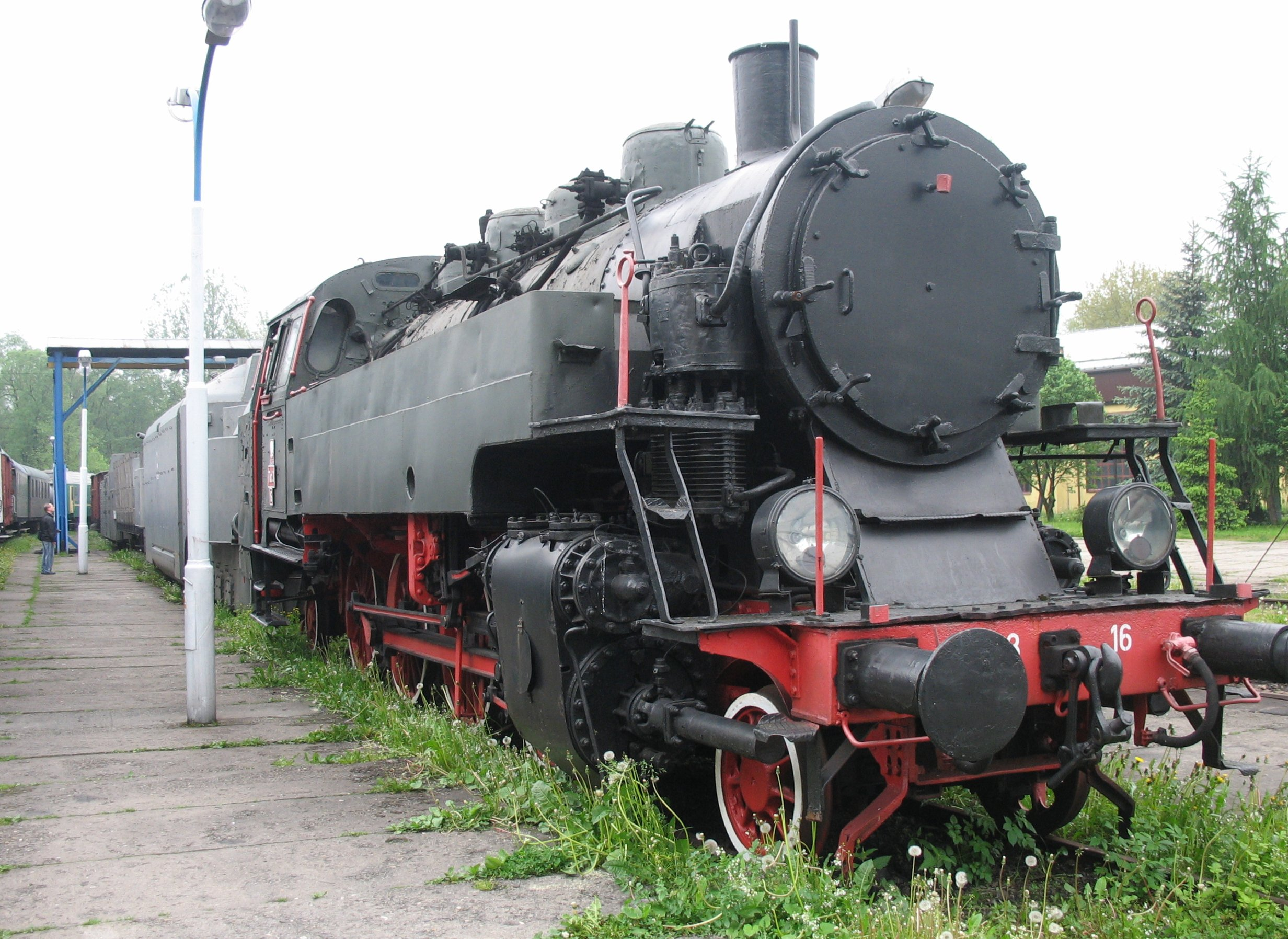
Lokomotiva TKt3-16 v Chabówce

TKt3 je polská parní lokomotiva vyráběná v letech 1914 až 1919 v továrně Schichau v Elblągu. Lokomotivy tohoto typu byly používány především na osobní přepravu. Bylo vyrobeno asi 46 kusů.